# Episannina perlucida
Episannina perlucida is een vlinder uit de familie wespvlinders (Sesiidae), onderfamilie Sesiinae.
Episannina perlucida is voor het eerst wetenschappelijk beschreven door Le Cerf in 1911. De soort komt voor in het Afrotropisch gebied.